# Göran Öhlund
Göran Öhlund, född 13 december 1942, är en svensk idrottare (orienterare) som blev världsmästare i stafett (då kallat budkavle) 1966 och 1968. 1966 bestod laget av Öhlund, Bertil Norman, Anders Morelius och Karl Johansson. Öhlund kom då sexa i den individuella tävlingen, som vanns av Åge Hadler. 1968 bestod laget utöver Öhlund av Sture Björk, Karl Johansson och Sten-Olof Carlström. Vid såväl budkavle-VM 1966 som 1968 sprang Öhlund sistasträckan.
Han tävlade för Idrottsklubben Hakarpspojkarna. För IKHP var han bland annat framgångsrik i Tiomila.